# Hul, Nové Zámky
Hul este o comună slovacă, aflată în districtul Nové Zámky din regiunea Nitra. Localitatea se află la altitudinea de 124 m deasupra n.m., se întinde pe o suprafață de 12,68 km2 și în 2017 număra 1.181 de locuitori.

## Istoric
Localitatea Hul este atestată documentar din 1290.

## Demografie
| An:                | 1994 | 2004   | 2014   | 2024   |
| ------------------ | ---- | ------ | ------ | ------ |
| Număr de persoane: | 1237 | 1231   | 1205   | 1212   |
| Diferență:         |      | −0,48% | −2,11% | +0,58% |

| An:                | 2023 | 2024   |
| ------------------ | ---- | ------ |
| Număr de persoane: | 1210 | 1212   |
| Diferență:         |      | +0,16% |